# Sibigo
Sibigo är en kulle i Indonesien.   Den ligger i provinsen Aceh, i den västra delen av landet, 1 600 km nordväst om huvudstaden Jakarta. Toppen på Sibigo är 357 meter över havet, eller 334 meter över den omgivande terrängen. Bredden vid basen är 9,3 km. Sibigo ligger på ön Pulau Simeulue.
Terrängen runt Sibigo är platt västerut, men åt sydost är den kuperad. Havet är nära Sibigo åt nordost.